# Apiogaster bonsae
Apiogaster bonsae là một loài bọ cánh cứng trong họ Cerambycidae.